# Terza Divisione Sicilia 1930-1931
La Terza Divisione 1930-1931 è stato il V ed ultimo livello del XXXI campionato italiano di calcio, il secondo a carattere regionale.
La gestione di questo campionato era affidata ai Direttori Regionali, che li organizzavano autonomamente, con la possibilità di ripartire le squadre su più gironi tenendo in alta considerazione le distanze chilometriche, le strade di principale comunicazione e i mezzi di trasporto dell'epoca. Questo è il campionato della Sicilia
Questi sono i gironi gestiti dal Direttorio Regionale Siculo avente sede a Palermo.

## Girone A

### Squadre partecipanti
| Squadra              | Città                | Stagione precedente |
| -------------------- | -------------------- | ------------------- |
| S.S. Acireale        | Acireale (CT)        |                     |
| A.C. Adranita        | Adrano (CT)          |                     |
| S.S. Cefalù,         | Cefalù (PA)          |                     |
| A.S. Termini Imerese | Termini Imerese (PA) |                     |
| A.S. Trinacria       | Messina              |                     |
| C.S. Virtus          | Messina              |                     |

### Classifica
|  | Pos. | Squadra         | Pt | G  | V | N | P | GF | GS | DR |
|  | ---- | --------------- | -- | -- | - | - | - | -- | -- | -- |
|  | 1.   | Virtus          | 15 | 10 | . | . | . | .  | .  |    |
|  | 2.   | Trinacria       | 12 | 10 | . | . | . | .  | .  |    |
|  | 3.   | Termini Imerese | 10 | 10 | . | . | . | .  | .  |    |
|  | 4.   | Cefalù          | 8  | 10 | . | . | . | .  | .  |    |
|  | 5.   | Acireale        | 4  | 10 | . | . | . | .  | .  |    |
|  | 6.   | Adranita        | 2  | 10 | . | . | . | .  | .  |    |

Legenda:
      Ammesso al girone finale.
Regolamento:
Due punti a vittoria, uno a pareggio, zero a sconfitta.
Pari merito in caso di pari punti se non in zona promozione/finali.

### Risultati
| Andata (1ª) | Andata (1ª) | Prima giornata     | Ritorno (6ª) | Ritorno (6ª) |
|             |             |                    |              |              |
| 14 dic.     | 2-2         | Acireale-Trinacria | -            |              |
| 21 dic.     | 3-1         | Cefalù-Adranita    | -            |              |
| 1º gen.     | -           | Virtus-Termini     | -            |              |

| Andata (2ª) | Andata (2ª) | Seconda giornata   | Ritorno (7ª) | Ritorno (7ª) |
|             |             |                    |              |              |
| 2 nov.      | -           | Adranita-Trinacria | -            |              |
| 2 nov.      | -           | Cefalù-Termini     | -            |              |
| 2 nov.      | 7-1         | Virtus-Acireale    | -            |              |

| Andata (3ª) | Andata (3ª) | Terza giornata   | Ritorno (8ª) | Ritorno (8ª) |
|             |             |                  |              |              |
| 9 nov.      | 1-1         | Acireale-Cefalù  | -            |              |
| 9 nov.      | 4-2         | Adranita-Termini | -            |              |
| 9 nov.      | 1-2         | Trinacria-Virtus | -            |              |

| Andata (4ª) | Andata (4ª) | Quarta giornata   | Ritorno (9ª) | Ritorno (9ª) |
|             |             |                   |              |              |
| 7 dic.      | 2-4         | Adranita-Acireale | -            |              |
| 16 nov.     | 2-3         | Cefalù-Virtus     | -            |              |
| 16 nov.     | 0-2         | Termini-Trinacria | -            |              |

| \| Andata (5ª) \| Andata (5ª) \| Quinta giornata \| Ritorno (10ª) \| Ritorno (10ª) \| \| \| \| \| \| \| \| 23 nov. \| 1-3 \| Acireale-Termini \| - \| \| \| 23 nov. \| 8-0 \| Virtus-Adranita \| - \| \| \| 30 nov. \| 4-3 \| Trinacria-Cefalù \| - \| \| |             |                  |               |               |
| Andata (5ª) | Andata (5ª) | Quinta giornata  | Ritorno (10ª) | Ritorno (10ª) |
| |             |                  |               |               |
| 23 nov. | 1-3         | Acireale-Termini | -             |               |
| 23 nov. | 8-0         | Virtus-Adranita  | -             |               |
| 30 nov. | 4-3         | Trinacria-Cefalù | -             |               |

## Girone B

### Squadre partecipanti
| Squadra                            | Città                | Stagione precedente |
| ---------------------------------- | -------------------- | ------------------- |
| Dop. Ferroviario Principe Piemonte | Palermo              |                     |
| G.U.F.                             | Palermo              |                     |
| Juventus S.C.                      | Trapani              |                     |
| A.S. Marsala                       | Marsala (TP)         |                     |
| Nauting S.C.                       | Termini Imerese (PA) |                     |
| S.S. Pro Bagheria                  | Bagheria (PA)        |                     |

### Classifica
|  | Pos. | Squadra                       | Pt      | G | V | N | P | GF | GS | DR |
|  | ---- | ----------------------------- | ------- | - | - | - | - | -- | -- | -- |
|  | 1.   | G.U.F.                        | 12      | 8 | . | . | . | .  | .  |    |
|  | 2.   | Marsala                       | 8       | 8 | . | . | . | .  | .  |    |
|  | 3.   | Pro Bagheria                  | 7       | 8 | . | . | . | .  | .  |    |
|  | 4.   | Juventus Trapani              | 5       | 8 | . | . | . | .  | .  |    |
|  | 5.   | Ferroviario Principe Piemonte | 3       | 8 | . | . | . | .  | .  |    |
|  | --   | Nauting                       | escluso |   |   |   |   |    |    |    |

Legenda:
      Ammesso al girone finale.
Regolamento:
Due punti a vittoria, uno a pareggio, zero a sconfitta.
Pari merito in caso di pari punti se non in zona promozione/finali.

### Risultati
| Andata (1ª) | Andata (1ª) | Prima giornata      | Ritorno (6ª) | Ritorno (6ª) |
|             |             |                     |              |              |
| 30 nov.     | 1-0         | Nauting-Ferroviario | -            |              |
| 30 nov.     | 0-1         | Pro Bagheria-GUF    | -            |              |
| 30 nov.     | 1-1         | Juventus-Marsala    | -            |              |

| Andata (2ª) | Andata (2ª) | Seconda giornata     | Ritorno (7ª) | Ritorno (7ª) |
|             |             |                      |              |              |
| 2 nov.      | -           | Ferroviario-Marsala  | -            |              |
| 2 nov.      | -           | Juventus-GUF         | -            |              |
| 2 nov.      | 2-1         | Pro Bagheria-Nauting | -            |              |

| Andata (3ª) | Andata (3ª) | Terza giornata        | Ritorno (8ª) | Ritorno (8ª) |
|             |             |                       |              |              |
| 9 nov.      | 3-0         | GUF-Ferroviario       | -            |              |
| 9 nov.      | 1-0         | Marsala-Nauting       | -            |              |
| 9 nov.      | -           | Pro Bagheria-Juventus | -            |              |

| Andata (4ª) | Andata (4ª) | Quarta giornata          | Ritorno (9ª) | Ritorno (9ª) |
|             |             |                          |              |              |
| 16 nov.     | 5-1         | Pro Bagheria-Ferroviario | -            |              |
| 23 nov.     | 0-4         | Marsala-GUF              | -            |              |
| 23 nov.     | 2-1         | Nauting-Juventus         | -            |              |

| \| Andata (5ª) \| Andata (5ª) \| Quinta giornata \| Ritorno (10ª) \| Ritorno (10ª) \| \| \| \| \| \| \| \| 14 dic. \| 0-3 \| GUF-Nauting \| - \| \| \| 14 dic. \| 4-4 \| Marsala-Pro Bagheria \| - \| \| \| 14 dic. \| - \| Ferroviario-Juventus \| - \| \| |             |                      |               |               |
| Andata (5ª) | Andata (5ª) | Quinta giornata      | Ritorno (10ª) | Ritorno (10ª) |
| |             |                      |               |               |
| 14 dic. | 0-3         | GUF-Nauting          | -             |               |
| 14 dic. | 4-4         | Marsala-Pro Bagheria | -             |               |
| 14 dic. | -           | Ferroviario-Juventus | -             |               |

## Girone finale
|  | Pos. | Squadra        | Pt | G | V | N | P | GF | GS | DR |
|  | ---- | -------------- | -- | - | - | - | - | -- | -- | -- |
|  | 1.   | G.U.F.         | 9  | 6 | . | . | . | .  | .  |    |
|  | 2.   | Marsala        | 8  | 6 | . | . | . | .  | .  |    |
|  | 3.   | Virtus         | 5  | 6 | . | . | . | .  | .  |    |
|  | 4.   | Trinacria (-2) | 0  | 6 | . | . | . | .  | .  |    |

Legenda:
      Promosso in Seconda Divisione 1931-1932.
Regolamento:
Due punti a vittoria, uno a pareggio, zero a sconfitta.
Pari merito in caso di pari punti se non in zona promozione/finali.
Note:
Trinacria ha scontato 2 punti di penalizzazione in classifica per due rinunce.

### Giornali
- Il Littoriale, quotidiano sportivo consultabile presso l'Emeroteca del CONI e le Biblioteche Universitarie di Pavia, Modena e Padova più la Biblioteca Nazionale Centrale di Firenze.
- Gazzetta dello Sport, stagione 1930-31, consultabile presso le Biblioteche:
  - Biblioteca Civica di Torino;
  - Biblioteca Nazionale Braidense di Milano,
  - Biblioteca Civica Berio di Genova,
  - Biblioteca Nazionale Centrale di Firenze,
  - Biblioteca Nazionale Centrale di Roma.

### Libri
- Luigi Saverio Bertazzoni, Annuario Italiano del Giuoco del Calcio - Volume III (1929-30 e 1930-31), F.I.G.C. - Bologna, edito a Modena. Il volume è conservato presso:
  - Biblioteca Nazionale Centrale di Firenze;
  - Biblioteca Universitaria Estense di Modena.